# Ergavia biangulata
Ergavia biangulata là một loài bướm đêm trong họ Geometridae.